# 西太平洋航空501號班機事故
西太平洋航空501號班機（PW501）是一班來往卡尔加里和埃德蒙顿的加拿大亞伯達省內定期航班。1984年3月22日，執行該班機的一架波音737-200在準備起飛時起火，27人在疏散時受傷，但無人死亡。

## 事故經過
PW501號班機於3月22日早7時35分從登機閘口推出，滑行至34跑道準備起飛。機上載有114名乘客和5名機組人員。7時42分，這架波音737滑至34跑道準備起飛，但20秒之後，飛機發出巨響，同時左偏，機師決定停止起飛，飛機後部起火。
機上人員隨即開始逃離，5人在逃生中重傷，22人輕傷，飛機也被燒毀，但無人死亡。

## 原因
事發原因是左側發動機壓縮機的一個部件發生斷裂，從而將油箱戳破，導致火災的發生。